# Styphloderes paulinoi
Styphloderes paulinoi é uma espécie de insetos coleópteros polífagos pertencente à família Curculionidae.
A autoridade científica da espécie é Stierlin, tendo sido descrita no ano de 1886.
Trata-se de uma espécie presente no território português.